# Grace Luczak
Grace Luczak (Royal Oak, 24 de mayo de 1989) es una deportista estadounidense que compitió en remo.
Ganó cuatro medallas en el Campeonato Mundial de Remo entre los años 2010 y 2015. Participó en dos Juegos Olímpicos de Verano, ocupando el cuarto lugar en Río de Janeiro 2016 (dos sin timonel) y el séptimo en Tokio 2020 (cuatro sin timonel).

## Palmarés internacional
| Campeonato Mundial | Campeonato Mundial        | Campeonato Mundial | Campeonato Mundial |
| Año                | Lugar                     | Medalla            | Prueba             |
| ------------------ | ------------------------- | ------------------ | ------------------ |
| 2010               | Cambridge (Nueva Zelanda) | Medalla de bronce  | Cuatro sin timonel |
| 2013               | Chungju (Corea del Sur)   | Medalla de oro     | Ocho con timonel   |
| 2014               | Ámsterdam (Países Bajos)  | Medalla de oro     | Ocho con timonel   |
| 2015               | Aiguebelette (Francia)    | Medalla de oro     | Cuatro sin timonel |